# جون بال (سياسي)
جون بال (بالإنجليزية: John Ball)‏ هو سياسي أمريكي، ولد في 12 نوفمبر 1794 في مقاطعة غرافتون في الولايات المتحدة، وتوفي في 5 فبراير 1884 في غراند رابيدز في الولايات المتحدة. حزبياً، نشط في الحزب الديمقراطي. وقد انتخب عضو مجلس نواب ميشيغان ‏.